# Luís Amado Carballo
Luís Amado Carballo (Pontevedra,  1901 — Pontevedra, 1927) foi um escritor em língua galega.
Cursou estudos de Filosofia e Letras, mas não os terminou, embora esta formação lhe permitisse posteriormente exercer de mestre de escola, trabalho que compaginou com o jornalismo. Conhecido primariamente como poeta de vanguarda e fundador do hilozoísmo, a paisagem e a ria da sua cidade natal marcarão a sua produção poética.

## Vida

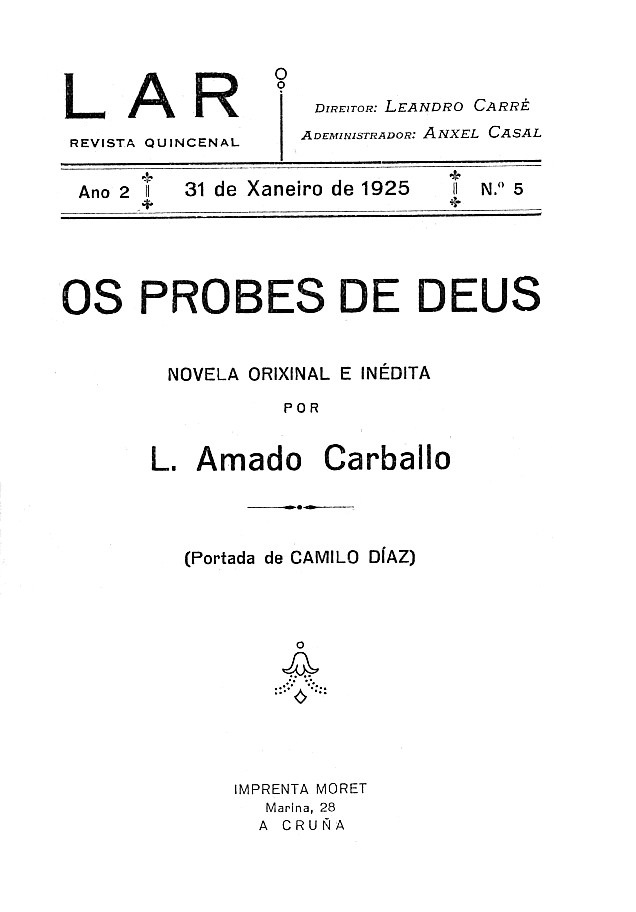
Os probes de Deus, 1925.

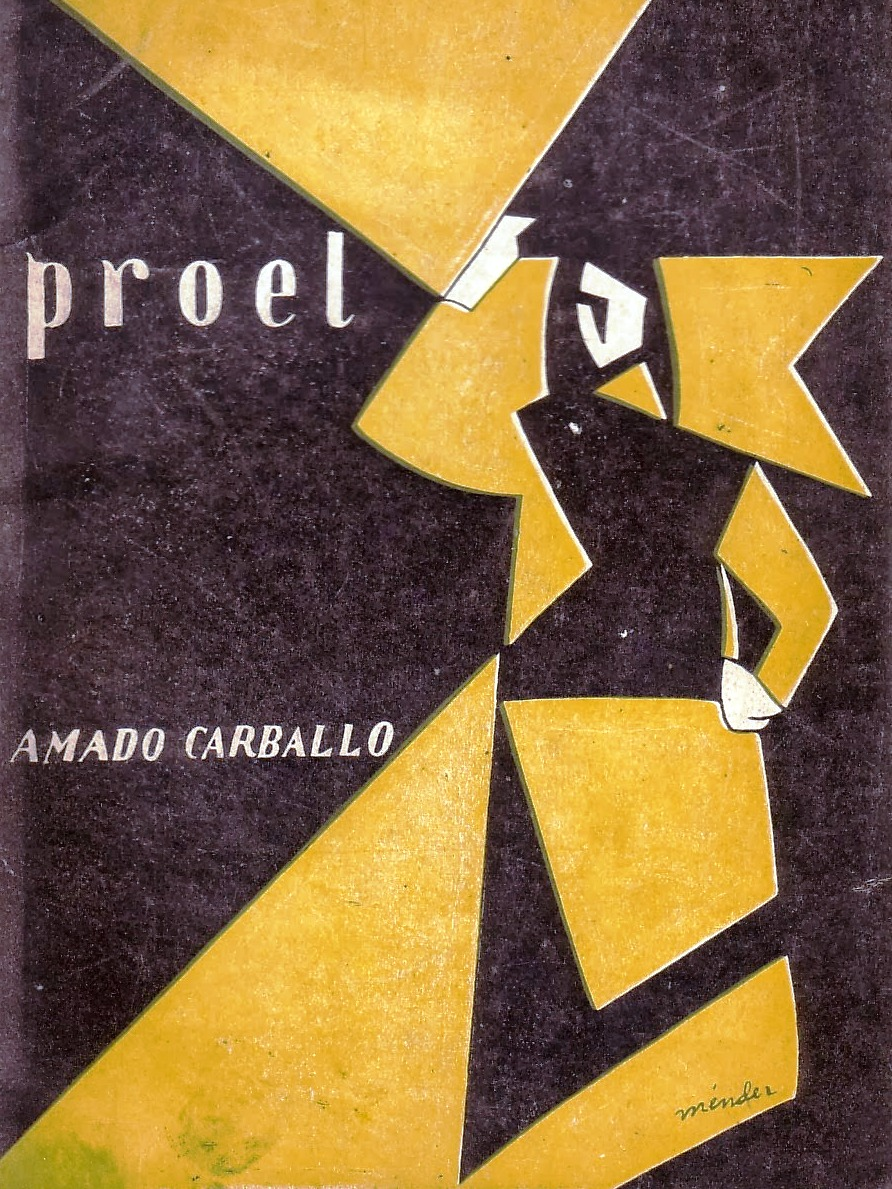
Proel, 1927.

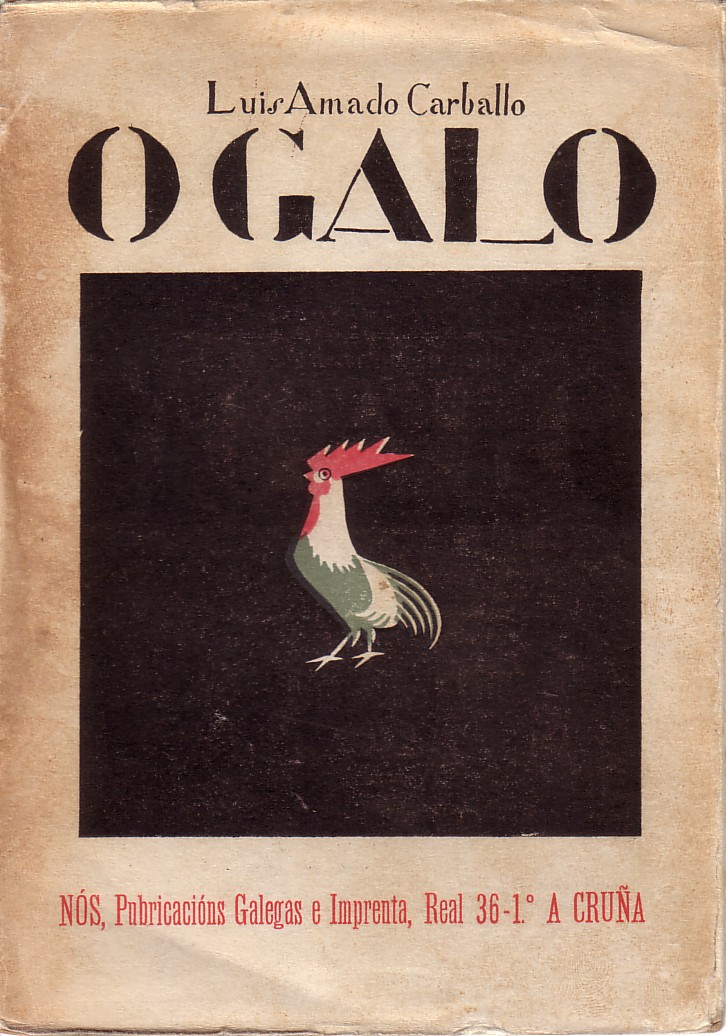
O Galo, 1928.

Em 1920 trasladou-se a Madrid visando dedicar-se ao jornalismo, coisa que apenas conseguiu parcialmente. Levou uma vida boêmia e assistiu a algumas tertúlias literárias. De volta em Pontevedra, em 1922 fundou com Xoán Vidal Martínez a revista Alborada. Em 1924, após exercer de mestre com caráter interino, ingressou como redator de La Concordia em Vigo e depois em El Pueblo Gallego.
Faleceu aos vinte e sete anos, a consequência da tuberculose. Ainda assim, sua aceitação lírica foi tal no seu tempo que mesmo chegou a criar uma corrente poética, o hilozoísmo.

## Obra

### Prossística
- Maliaxe (Pontevedra, 1922)
- Os pobres de Deus (1925)

### Poética
- Proel (Pontevedra, 1927)
- O Galo (1928, publicação póstuma)

### Recopilações
- Obras en prosa e verso, Castrelos, 1970.
- Escolma de Amado Carballo, Departamento de Filoloxía Galega, USC, 1982, ISBN 8471912805.
- Luís Amado Carballo. Vida e obra. Escolma de textos, Álvarez Blázquez, X. M., RAG, 1982.
- Obra completa, Biblioteca Básica da Cultura Galega, 1985, ISBN 8471549743.
- O Galo e poemas soltos, Biblioteca de Autores Galegos, Diario 16 de Galicia, 1992.
- Poesía galega completa, L. Alonso Girgado, Sotelo Blanco, 1994, ISBN 978-84-7824-143-9.[1]
- Obra poética galega, Luís Alonso Girgado, Xerais, 2001. ISBN 978-84-8302-640-3.[2]
- Proel - O Galo, BG120 v. 16, 2002, ISBNs 84-88254-87-3 e 84-8302-737-2.
- O mellor de... Luís Amado Carballo (1901-1927), La Voz de Galicia, 2010.[3]

### Principais características da sua poesia
Em que pese a ser também autor em prosa, Amado Carballo é conhecido primariamente pela sua criação poética. Sua poesia, influenciada pelas vanguardas europeias e americanas, oferece uma mistura das imagens vanguardistas com as formas tradicionais galegas (octossílabo). O elemento cromático está muito presente em toda sua obra em verso, da qual a grande protagonista é a paisagem, uma paisagem que o autor quer apresentar humanizada mediante o uso de prossopeias. A poesia de Amado Carballo está enormemente conectada com os sentidos, tecendo os poemas com metáforas.